# Meloboris xylostellae
Meloboris xylostellae là một loài tò vò trong họ Ichneumonidae.